# Agencia de Recaudación y Control Aduanero
La Agencia de Recaudación y Control Aduanero (ARCA) es un organismo encargado de la recaudación de impuestos del Estado argentino dependiente del Ministerio de Economía, establecido mediante el Decreto 953/2024 junto a la disolución de la Administración Federal de Ingresos Públicos (AFIP). El mismo es un organismo dependiente del Ministerio de Economía y del Poder Ejecutivo Nacional con la característica de Organismo Autárquico.

## Historia
La Agencia de Recaudación y Control Aduanero (ARCA) fue anunciada por el vocero presidencial, Manuel Adorni, el 21 de octubre de 2024, durante una conferencia de prensa.
En reemplazo de la Administración Federal de Ingresos Públicos. Además, se ha señalado que «la creación del ARCA tiene como objetivo la reducción del tamaño del Estado, la eliminación de cargos innecesarios, la profesionalización del ente, la erradicación de circuitos corruptos».

## Nómina de directores
| N.º | Director Ejecutivo | Partido       | Periodo                                        | Presidente   |
| --- | ------------------ | ------------- | ---------------------------------------------- | ------------ |
| 1   | Florencia Misrahi  | Independiente | 24 de octubre de 2024 - 8 de diciembre de 2024 | Javier Milei |
| 2   | Juan Pazo          | Independiente | 8 de diciembre de 2024 - actualidad            | Javier Milei |